# Françoise Prévost
Françoise Prévost (13 de enero de 1929 o 1930 - 30 de noviembre de 1997) fue una actriz teatral y cinematográfica de nacionalidad francesa.

## Biografía
Su nombre completo era Françoise Denise Prévost, y nació en París, Francia, siendo su padre el escritor y miembro de la Resistencia Jean Prévost, autor, entre otras obras, de la novela Frères Bouquinquant. Su madre era Marcelle Auclair, cofundadora de la revista Elle junto a Hélène Lazareff.
Françoise Prévost fue actriz teatral, trabajando tanto en obras clásicas como contemporáneas. Sus inicios en el cine fueron discretos hasta la llegada de la Nouvelle Vague, siendo una de las musas de Pierre Kast, que la dirigió en Le Bel Âge, La Morte-Saison des amours y Vacances portugaises.
Afectada, a principios de los años 1970, por un cáncer de mama, escribió Ma vie en plus, texto que Yannick Bellon adaptó con su colaboración, resultando el guion del film L'Amour nu (1981). Françoise Prévost falleció en París en noviembre de 1997 a causa de su enfermedad. Fue enterrada en Poggio-d'Oletta, población de Alta Córcega. 

## Teatro
- 1961 : Le Repos du guerrier, de Christiane Rochefort, escenografía de Jean Mercure, Théâtre de Paris

## Filmografía

### Cine
- 1949 : Jean de la Lune, de Marcel Achard
- 1951 : Clara de Montargis, de Henri Decoin
- 1951 : Les miracles n'ont lieu qu'une fois, de Yves Allégret
- 1951 : Les Mousquetaires du roi, de Marcel Aboulker y Michel Ferry
- 1952 : Nez de cuir, de Yves Allégret
- 1953 : Virgile, de Carlo Rim
- 1953 : Les Trois Mousquetaires, de André Hunebelle
- 1958 : Cette nuit-là, de Maurice Cazeneuve
- 1958 : Le Second Souffle, de Yannick Bellon
- 1959 : Merci Natercia, de Pierre Kast
- 1960 : The Enemy General, de George Sherman
- 1960 : Le Bel Âge, de Pierre Kast
- 1960 : Payroll, de Sidney Hayers
- 1960 : Comment qu'elle est ?, de Bernard Borderie
- 1961 : La Récréation, de François Moreuil
- 1961 : La Morte-Saison des amours, de Pierre Kast
- 1961 : La Fille aux yeux d'or, de Jean-Gabriel Albicocco
- 1961 : Les Grandes Personnes, de Jean Valère
- 1961 : Le Jeu de la vérité, de Robert Hossein
- 1961 : Paris nous appartient, de Jacques Rivette
- 1961 : Par-dessus le mur, de Jean-Paul Le Chanois
- 1962 : Le Signe du Lion, de Éric Rohmer
- 1962 : Il processo di Verona, de Carlo Lizzani
- 1962 : Il mare, de Giuseppe Patroni Griffi
- 1962 : Gli anni ruggenti, de Luigi Zampa
- 1962 : Bon voyage !, de James Neilson
- 1962 : Bekenntnisse eines möblierten Herrn, de Franz Peter Wirth
- 1962 : I sequestrati di Altona, de Vittorio De Sica
- 1963 : Vacances portugaises, de Pierre Kast
- 1963 : Un tentativo sentimentale, de Pasquale Festa Campanile y Massimo Franciosa
- 1963 : Ein Mann im schönster Alter, de Franz Peter Wirth
- 1965 : La Cage de verre de Philippe Arthuys
- 1965 : La lama nel corpo, de Michael Hamilton
- 1966 : Via Macao de Jean Leduc
- 1966 : Galia, de Georges Lautner
- 1966 : Maigret und sein grösster Fall, de Alfred Weidenmann
- 1967 : L'Une et l'Autre, de René Allio
- 1967 : Pronto... c'è una certa Giuliana per te, de Massimo Franciosa
- 1968 : Histoires extraordinaires, sketch Metzengerstein, de Roger Vadim
- 1968 : Italian Secret Service, de Luigi Comencini
- 1968 : Quella sporca storia nel West, de Enzo Castellari
- 1968 : Häschen in der Grube, de Roger Fritz
- 1969 : Quarta parete, de Adriano Bolzoni
- 1969 : Brucia ragazzo, brucia, de Fernando Di Leo
- 1969 : Sirokkó, de Miklós Jancsó
- 1970 : Un caso di coscienza, de Gianni Grimaldi
- 1970 : L'Explosion, de Marc Simenon
- 1970 : Mont-Dragon, de Jean Valère
- 1970 : La Dona a una dimensione, de Bruno Baratti
- 1970 : Il tuo dolce corpo da uccidere, de Alfonso Brescia
- 1970 : Il ragazzi del massacro, de Fernando Di Leo
- 1970 : Le belve, de Giovanni Grimaldi
- 1971 : La Saignée, de Claude Mulot
- 1971 : La prima notte del dottore Danieli, de Giovanni Grimaldi
- 1971 : Le inibizione del dottore Gaudenzi, de Giovanni Grimaldi
- 1973 : Cuando el amor es solo sexo, de Vittorio De Sisti
- 1973 : Le scomunicate di San Valentino, de Sergio Grieco
- 1973 : Les Anges, de Jean Desvilles
- 1974 : La Prova d'amore, de Tiziano Longo
- 1975 : Mala amore e morte, de Tiziano Longo
- 1975 : Mais où sont passées les jeunes filles en fleur ?, de Jean Desvilles
- 1975 : Le Téléphone rose, de Édouard Molinaro
- 1975 : Un urlo dalle tenebre, de Elio Pannaccio
- 1977 : L'Amour en herbe, de Roger Andrieux
- 1980 : Le Soleil en face, de Pierre Kast
- 1982 : La Côte d'amour, de Charlotte Dubreuil
- 1983 : Merry-Go-Round, de Jacques Rivette

### Televisión
- 1961 : La Reine Margot, de René Lucot
- 1961 : L'inspecteur Leclerc enquête : Le Saut périlleux, de André Michel

## Publicaciones
- Ma vie en plus, Stock, 1975
- Mémoires à deux voix, escrito con Marcelle Auclair, Éditions du Seuil, 1978
- L'Amour nu, Stock , 1982
- Les Nuages de septembre, Stock, 1985
- Françoise Prévost, 150 recettes pour cuisinières nulles.

## Discografía
- 1957 : Chansons populaires françaises, Judson Records (Estados Unidos) L 3008